# 신경원
신경원(申景瑗 1581년~1641년)은 조선 중기의 무신이며 자는 숙헌(叔獻), 본관은 평산이다. 우의정 신개의 후손이며 부친은 신성확(申成確)이다. 물자부족 문제를 해결하는 등 군무에 유능하였다. 1636년에는 맹산 철옹성을 수비하다가
청군에게 포로로 잡히자 단식으로 항거했다.